# Concierto del palacio
El Concierto del palacio (en chino tradicional, 唐人宮樂圖; Wade-Giles, Tang-Jên Kung-Yüeh-Tu) es una pintura china de la seda de la dinastía T'ang que describe diez damas de la corte y dos sirvientas de pie que están alrededor de una gran mesa rectangular. Algunas damas de la corte se representan tomando el té, mientras las demás toman el vino. Las cuatro mujeres del extremo lejano son presumiblemente responsables para tocando música y animando el estado de ánimo. Los instrumentos musicales representados, de izquierda a derecha, son tubos de bambú, cítara china, pipa y flauta. Una de las sirvientas toca unas chapaletas para mantener el ritmo. Un perrito está bajo la mesa. El artista y el año exacto de la pintura son desconocidos. La pintura se localiza en el Museo Nacional del Palacio en Taipéi, Taiwán.

## Fecha
Los peinados se peinan en una dirección por la parte superior, mientras los otros se peinan en dos direcciones y se atan en nudos alrededor de las orejas. Además del tocado floral, todos estos indican la moda de la dinastía T'ang. La mesa de bambú tejido, los taburetes crecientes, las copas de vino con alas y el estilo de la pipa tañendo con un grande plectro. Todos estos son las costumbres de la dinastías T'ang.